# Giovanni Battista Caselli, poeta de Cremona
Giovanni Battista Caselli, poeta de Cremona es un retrato de medio cuerpo realizado en 1559 por la artista italiana Sofonisba Anguissola. 

## Descripción
Caselli era un poeta y grabador de medallas de Cremona, la misma ciudad que Anguissola. Aunque existen pocos datos sobre Caselli, se sabe que tuvo relevancia social en Cremona a mediados del siglo XVI. Por esta razón, su retrato fue incluido en la galería de hombres ilustres que formaban parte de la decoración del cubículo o dormitorio de la casa del canónigo Pietro Antonio Lanzoni, il Tolentino.
La obra fue un encargo realizado a Sofonisba Anguissola para este proyecto, del que también participó su hermana, la también pintora Lucia Anguissola, a la que le encargaron el retrato del poeta y arquitecto militar Benedetto Ala, hoy desaparecido. Realizado en 1559, Sofonisba Anguissola ejecutó este retrato en su madurez artística. Fue uno de sus últimos cuadros antes de partir hacia la corte real española, donde se convertiría en pintora oficial de la reina de España, Isabel de Valois.
No hay firma en el cuadro, aunque es posible que el lienzo haya sido cortado, y que la firma estuviera en uno de los bordes.
El anciano Caselli señala una pintura de la Virgen con el niño Jesús y Juan el Bautista; presumiblemente, esto tiene la intención de mostrar las preocupaciones espirituales de Caselli.

## Historia
El cuadro aparece en los inventarios del marqués de Leganés, quien posiblemente adquiriera la obra en su etapa como gobernador de Milán entre 1635 y 1641, donde estaba la atribución a Sofonisba. La colección del marqués de Leganés pasó en 1753 al conde de Altamira y en 1856 consta en la colección de José de Madrazo.
El cuadro se encuentra colgado en el Museo del Prado en Madrid (España). Fue comprado en nombre del Prado por el Estado español en 2012.